# Montereau
Montereau ist eine französische Gemeinde mit 644 Einwohnern (Stand: 1. Januar 2022) im Département Loiret in der Region Centre-Val de Loire. Sie ist Teil des Kantons Lorris im Arrondissement Montargis. Die Einwohner werden Monterelais genannt.

## Geographie
Montereau liegt etwa 50 Kilometer östlich von Orléans. Umgeben wird Montereau von den Nachbargemeinden La Cour-Marigny im Norden, Oussoy-en-Gâtinais im Nordosten, Varennes-Changy im Osten, Le Moulinet-sur-Solin im Südosten, Dampierre-en-Burly im Süden, Ouzouer-sur-Loire im Südwesten sowie Lorris im Westen und Nordwesten.

## Bevölkerungsentwicklung
| 1962                       | 1968 | 1975 | 1982 | 1990 | 1999 | 2006 | 2018 |
| -------------------------- | ---- | ---- | ---- | ---- | ---- | ---- | ---- |
| 569                        | 495  | 449  | 454  | 503  | 546  | 601  | 618  |
| Quellen: Cassini und INSEE |      |      |      |      |      |      |      |

## Sehenswürdigkeiten

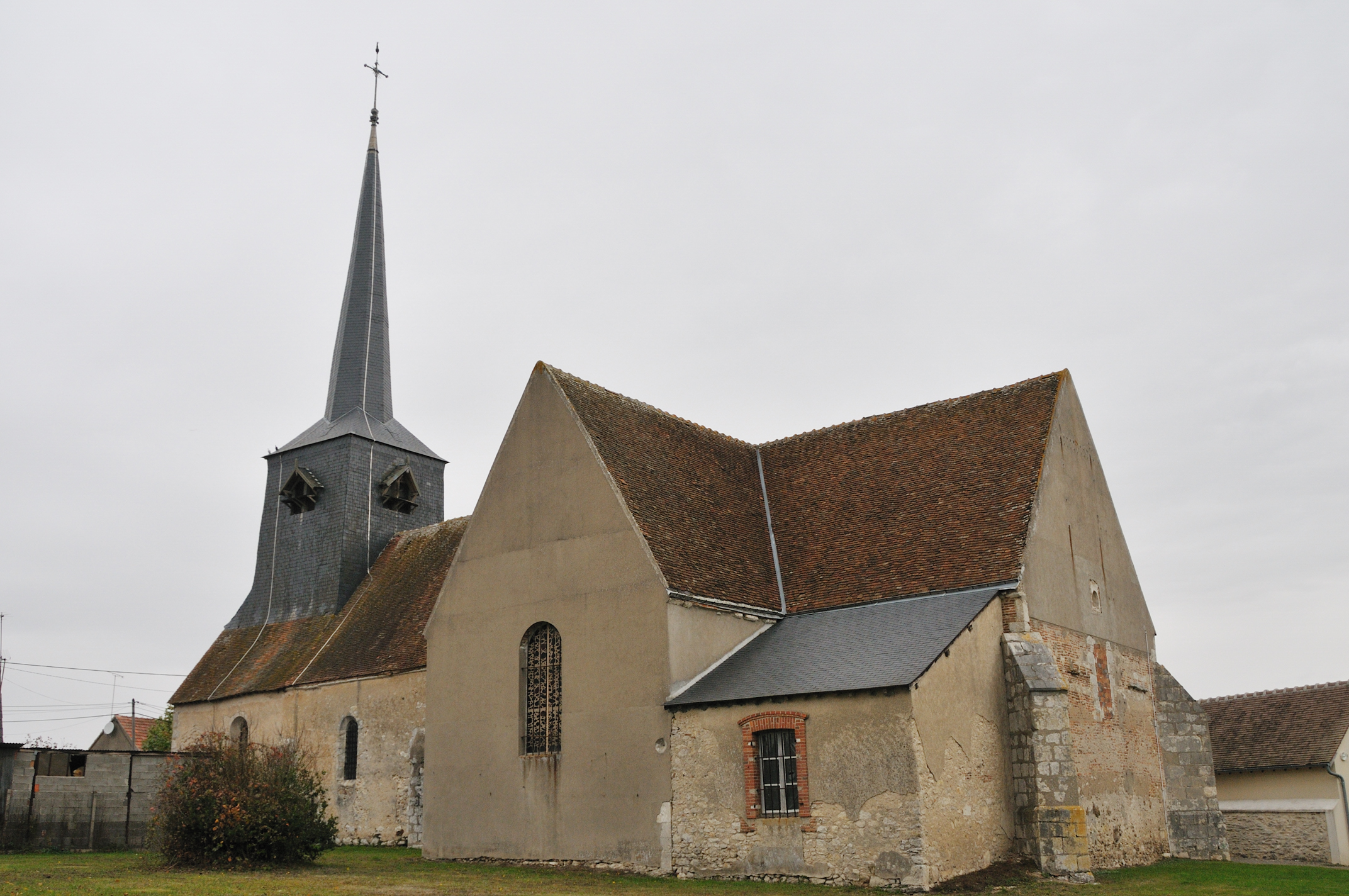
Kirche Saint-Pierre

- Kirche Saint-Pierre

## Persönlichkeiten
- Fabrice Salanson (1979–2003), Radrennfahrer